# Lluís Cabrera i Sánchez
Lluís Cabrera i Sánchez (Arbuniel (Jaén), 1954) és un músic i escriptor resident a Barcelona des de 1964.

## Biografia
A principis dels 70 dona impuls a la Peña Flamenca Enrique Morente del Barri de Sant Andreu de Barcelona. I a partir d'aquí, ja no pararà d'involucrar-se en moviments socials, des de l'enderrocament de la planta asfàltica (actualment Ateneu Popular de Nou Barris) del barri de Trinitat Nova fins a l'edició i distribució de El libro rojo del cole.
L'any 1979 fundà el Taller de Músics, que ha modificat substancialment l'activitat jazzística i flamenca a la península Ibèrica.
En el 2005 va enregistrar el CD Home das Buba (Taller de Músics) una inclassificable i densa variant de spoken word. També publica Els altres andalusos (L'Esfera dels llibres, 2005), una crítica de l'actitud que defensa l'Espanya uniformada, la que no vol entendre a Catalunya, però també és una crítica de la Catalunya estancada en el tòpic de l'immigrant dels anys 60.
L'any 2007 impulsa i participa d'una nova plataforma, eXgae, per tal d'oposar-se a les polítiques culturals i econòmiques promogudes per la societat d'autors i editors SGAE. A mitjans de 2008 participa en l'elaboració d'un treball de recerca que, l'any 2009 i sota et títol Fabricar l'immigrant (Pagès, 2009), es convertirà en el segon llibre de l'associació altres andalusos. L'any 2010 publica en solitari un assaig sobre les contradiccions de les identitats a Catalunya: Catalunya serà impura o no serà (Pòrtic, 2010).

## Premis
- Guanyador dels premis ARC 2015 a "PREMI A LA TRAJECTÒRIA PROFESSIONAL"[2]